# Mala branca
Mala branca é o incentivo em dinheiro fornecido a uma equipe desportiva para vencer uma partida contra uma segunda equipe, de modo que o resultado da partida beneficie uma terceira equipe (geralmente a responsável pelo pagamento). Por isso, a mala branca também é conhecida como "doping financeiro".
Moralmente condenável no futebol brasileiro, é defendida por algumas partes, como pode ser percebida nas palavras do Pelé:
| “ | "É como você dá um incentivo para o aluno tirar uma nota boa. É diferente de você oferecer dinheiro para entregar o jogo, isso sim é um absurdo." | ” |

Segundo o presidente do Cruzeiro Esporte Clube, Sérgio Santos Rodrigues, "a mala branca não pode ser considerada indevida porque, além de a conduta não estar expressamente vedada pela lei, não pode ser errado alguém receber um extra para desempenhar sua função melhor. A mala branca é o mesmo que o bicho, só que pago por pessoas diferentes; é um prêmio pelo desempenho dos atletas que, para ganhá-lo, têm que fazer o seu próprio trabalho (ato comissivo)." É o que também entende o advogado e professor universitário Claudio Mikio Suzuki. Para ele, "a chamada 'mala branca' se trata de fato atípico, pois não há como prometer ou garantir a vitória, mas tão somente um empenho maior, para tentar vencer a partida."
Cleyton Silveira, do site consultor jurídico, entende que a mala branca não é ilegal. Para ele, "não existe como você exercer uma influência positiva em um jogo de futebol, de modo que a “mala branca” em nada contribui para o resultado de uma partida. Trata-se apenas de uma “expectativa de direto” condicionada a um resultado de vitória, que é sempre imprevisível. Desse modo, não se esta tratando de uma atitude ilegal, mas sim de um incentivo financeiro para que um atleta desempenhe seu trabalho da melhor forma possível."
Por outro lado, o ex-procurador-geral do STJD, Paulo Schmitt, afirma que não há legalidade na prática da "mala branca", inclusive compara tal conduta como “ato de fraude e corrupção”. Em entrevista ao GloboEsporte.com, o ex-procurador asseverou ser uma distorção tupiniquim acreditar que a conduta é algo comum e permitido no Brasil:
| “ | "A manipulação de resultados tem sido uma temática importante para a Escola Nacional de Justiça Desportiva do STJD. Algumas práticas, como mala branca, passam a ideia de algo comum, permitido. Mas é uma distorção tupiniquim da realidade desportiva e do fairplay. Ela ofende princípios básicos de ética e moralidade para prestigiar o poder econômico através de vantagens indevidas" | ” |

De acordo com Mauricio Corrêa da Veiga, advogado especialista em direito desportivo, o Código Brasileiro de Justiça Desportiva (CBJD) - artigos 238, 242 e 243-A do CBJD - e o Estatuto do Torcedor - artigos 41-C e 41-D - vedam a prática da mala branca. Isso significa que se um torcedor oferecer dinheiro para um clube o incentivando a ganhar, já que isso favoreceria seu clube de coração, ele pode ser punido.
A jornalista Cintia Barlem, do GloboEsporte.com, acredita que um jogador não precisa de nenhum incentivo extra para honrar a camisa que veste, considerando a mala branca uma vergonha para quem opta por ela. Cosme Rímoli, do portal R7, diz que a mala branca é revoltante, pois "quem aceita dinheiro de outro clube para ganhar, não poderia também aceitar para perder?"
Paulo Galvão, colunista do site aqui.uai.com.br, lembra que, com o advento das Sociedades Anônimas do Futebol (SAFs) no Brasil, essa prática tende a desaparecer, já que as SAFs teriam dificuldades em explicar no balanço anual o pagamento de valor a quem nem é funcionário ou não foi contratado para prestar serviço, ou a quem tem contrato com um rival.

## Casos no Brasil
Em 2015, o STJD, apesar de já ter julgado e absolvido alguns processos com este tipo de denúncia, condenou o presidente do River-PI, Elizeu Aguiar (foto), a uma pena de 6 meses e multa de R$ 30mil. O dirigente ofereceu R$ 20 mil para que os jogadores do Interporto-TO, na Série D de 2014, vencessem o Moto Club-MA e, assim, ajudasse diretamente seu clube.

## Em outros países

### Espanha
Na Espanha, a mala branca é conhecida como maletín, e é tratada juridicamente como corrupção entre indivíduos. Por ser uma prática aparentemente corriqueira no futebol do país, em 2014, a Associação dos Futebolistas Espanhóis chegou a sugerir a legalização do maletín mas a ideia não foi adiante.
A RFEF (Real Federação Espanhola de Futebol) prevê suspensão de um a seis meses aos atores, ativos e passivos. Já o Código Penal do país, no entanto, não esclarece a situação.
De acordo com o site espanhol donbalon, o primeiro caso de maletín no futebol espanhol que se tem noticia data da temporada 1947-48, quando o Real Madrid enfrentou a última jornada com claro risco de rebaixamento. À época, o presidente do Real Madrid pagou ao Atlético de Madrid para o ajudar a evitar o rebaixamento à Segunda Divisão. Antonio Pérez Balada, na altura guarda-redes do Atlético de Madrid, reconheceu em uma entrevista dada em 2013 ao jornal AS que “nos pagaram 20 mil euros”.
Um outro caso famoso se deu em 2017, quando nove pessoas - incluindo jogadores - foram presos na "Operação Oikos", que investigou a vitória do Reus Deportiu por 2 a 0 sobre o Real Valladolid. Comprovou-se, à época, que o SAD Huesca pagou um prêmio ao Reus pela vitória, resultado este que ao Huesca se classificar para o playoff de acesso para a Primeira Divisão.

## Em Copa do Mundo
Na Copa do Mundo de 1974, para passar para a segunda fase, a Argentina precisava vencer, mas não dependia apenas de si mesma. A Polônia tinha que vencer a Itália, e um empate era suficiente para que as duas seleções europeias passassem para a próxima fase. Isso acabou dando origem a um episódio polêmico de Mala branca de jogadores argentinos aos jogadores poloneses.
Héctor Vega Onesime, jornalista argentino da revista El Gráfico, alega que intermediou a proposta de Mala branca da Argentina para a Polônia.  Os jogadores argentinos confirmaram o pagamento. Enrique Wolff: “Os poloneses vieram fazer uma oferta e dissemos ‘muito bem’ porque, caso contrário, eles iriam jogar com reservas e tudo o mais. Cada um dos jogadores pagou US$ 1.000. O mais engraçado foi que havia caras que não tinham dinheiro para pagar o que queriam dar para a Polônia e a AFA colocou o dinheiro, mas depois o reduziu dos prêmios”. O dinheiro teria sido dado à esposa do atacante polonês Robert Gadocha por Rubén Ayala. 
A Polônia cumpriu sua promessa e venceu a Itália, enquanto a Argentina se classificou após vencer o Haiti.
No entanto, ao longo dos anos, a equipe polonesa negou ter recebido o dinheiro. Grzegorz Lato disse que ficou sabendo do caso quando estava no Atlante do México, jogando com o atacante argentino Rubén Ayala entre 1982 e 1984, quando este último lhe perguntou um dia, por curiosidade, “o que vocês fizeram com o dinheiro que lhes demos?”. Władysław Żmuda reclamou: “Infelizmente, não recebemos um centavo.". No total, o incentivo foi de US$ 25.000. 
De acordo com Iggy Bocwinski, o polônes Robert Gadocha e o argentino Rubén Ayala, encarregados da negociação, ficaram com todo o dinheiro e não dividiram com os outros jogadores: “Robert (Gadocha) ficou com o dinheiro para ele. Quando lhe entreguei a bolsa, perguntei como ele iria dividir o dinheiro. Então ele disse: 'Quer saber, não conte nada aos rapazes. Nossa estratégia para o jogo contra a Itália era sair e ganhar'. Fiquei muito surpreso com a atitude de Gadocha.". Ayala teria confessado a Grzegorz Lato: "Eu tinha que levar algum!".